# Израильско-самоанские отношения
Израильско-самоанские отношения — двусторонние международные дипломатические, экономические, культурные и иные отношения между Израилем и Самоа.
В настоящее время посол Израиля в Самоа работает в Веллингтоне, Новая Зеландия.

## История
Дипломатические отношения между двумя странами были установлены в 1977 году (по данным МИДа Самоа — 30 мая 1972 года). С тех пор государства плодотворно сотрудничают в таких сферах как развитие, права человека, борьба с бедностью, терроризмом, транснациональными криминальными группировками, изменение климата и повышение уровня мирового океана. Последняя проблема является особенно актуальной для стран тихоокеанского региона.
В 1991 году Самоа была одной из стран-спонсоров инициативы резолюции Генассамблеи ООН 46/86, которая отзывала и отменяла действие резолюции 3379, называвшей сионизм одной из форм расизма.
Заместитель министра иностранных дел Израиля Цахи Ханегби сопровождал посла Йосефа Ливне на конференции малоостровных развивающихся государств, проводимой в Самоа в 2014 году. В последние годы Израиль участвовал в различных программах по помощи Самоа в частности в сфере здравоохранения и спорте. Паломники из Самоа посещают Израиль и совершают паломничества по святым местам.
В 2014 году представитель Самоа в ООН подписал письмо с требованием включить Судный день (Йом Кипур) в календарь ООН.
В 2016 году посол Израиля Ицхак Герберг вручил верительные грамоты главе государства Туиатуа Тупуа Тамасесе Эфи.
В начале 2017 года член самоанского парламента Alaiasa Sepulona Moananu призвал правительство своей страны всегда «стоять за Израиль, что бы не случилось».
3 марта 2019 года в Иерусалим прибыл Тиулаепа Саилеле Малиелогаи, премьер-министр Самоа, с четырёхдневным официальным визитом. ОН встретился с главой израильского правительства Нетаньяху, обсудил развитие двусторонних отношений и подписал двустороннее оглашение об отмене виз для туристов.